# Hermann Diedrich Krohn
Hermann Diedrich Krohn (* 1734 in Lübeck; † 5. Dezember 1805 ebenda) war ein deutscher Jurist und Bürgermeister der Hansestadt Lübeck.

## Leben
Hermann Diedrich Krohn war Sohn des Lübecker Syndicus Hermann Georg Krohn. Nach dem Studium der Rechtswissenschaften 1758 an der Universität Kiel, welches er gemeinsam mit seinem Bruder Heinrich Adolph Krohn mit dem Lic. jur. abschloss, wurde er 1759 3. Ratssekretär und Registrator in Lübeck. Am 29. Juni 1761 erhielt er vom Rat den Auftrag zur Erweiterung und Fortsetzung der seit 1738 nicht mehr fortgeführten Lübeckischen Geschlechter Jacob von Melles. Bis 1767 betreute er diese für Erbfälle wichtigen genealogischen Register, dann wurde auf seinen Antrag hin diese Arbeit dem Kantor Johann Hermann Schnobel übertragen.
1773 wurde er Ratsherr der Stadt und 1786 im Rat zum Bürgermeister bestimmt.
Seine Tochter Maria Elisabeth (1771–1842) heiratete 1791 in Lübeck den späteren Bischof Friedrich Münter, ihre Schwester Wilhelmine (1777–1844) heiratete 1802 Konrad von Schmidt-Phiseldeck. Ein Sohn, Hermann Georg Krohn (ca. 1792–1814 Freitod), studierte in Heidelberg Jura und war Mitglied des Corps Hannovera Heidelberg.